# Il mistero della stanza n. 3
Il mistero della stanza n. 3 è il settimo romanzo di Colin Dexter che vede come protagonista l'ispettore Morse. Il romanzo è pubblicato in Italia da Sellerio con il titolo Il segreto della camera 3.

## Trama
Uno degli ospiti dell'Hotel Haworth di Oxford viene ritrovato morto a Capodanno. L'ospite giace nella sua stanza ancora mascherato da rasta ma ha il volto completamente sfigurato, sua moglie è scomparsa. L'ultima volta che è stato visto vivo era l'alba mentre si stava dirigendo verso le camere da letto a braccio di due altre ospiti dell'albergo.
Morse è incaricato dell'indagine che parte subito con il piede sbagliato: gli ospiti dell'albergo sono stati fatti partire prima che lui li potesse interrogare. L'unica persona che aiuta l'ispettore nell'indagine è l'addetta alla recezione, che riesce a poco a poco a ricostruire quello che ha visto durante la notte di Capodanno e che può fornire i recapiti dei vari ospiti.
Uno di questi si rivela inesistente ma l'albergo ha utilizzato il recapito per scambiare corrispondenza.
Questa incogruenza mette Morse sulla giusta strada, identificando il morto ed individuando i colpevoli.

## Edizioni
- Colin Dexter, Il mistero della stanza n. 3, collana Il Giallo Mondadori, n. 2288, Mondadori, 1992.
- Colin Dexter, Il segreto della camera 3, collana La memoria, n. 972, Sellerio Editore, 2014.